# Паржик, Отакар
Отакар Паржик (чеш. Otakar Pařík; 28 февраля 1901, Мистек, Австро-Венгрия — 19 февраля 1955, Острава, Чехословакия) — чешский пианист и дирижёр.

## Биография
Учился в Немецкой академии музыки в Праге у Конрада Анзорге (фортепиано) и в Пражской консерватории у Бедржиха Антонина Видермана (орган). В 1920-е годы выступал как пианист в составе Чешского трио, в качестве концертмейстера с Яном Кубеликом. В 1926 годы вошёл в состав группы музыкантов, образовавших коллектив, исполнявший музыку для трансляций Чешского радио (будущий Симфонический оркестр Чешского радио), в 1928 году непродолжительное время возглавлял этот оркестр, в дальнейшем продолжал активно работать с ним до конца Второй мировой войны. В послевоенные годы много работал с Оркестром ФОК, в 1946—1953 годах записал как дирижёр музыку к нескольким десяткам фильмов. В 1954 году, незадолго до смерти, возглавил новосозданный Остравский симфонический оркестр. В репертуарном аспекте особенно тяготел к чешской классике (Антонин Дворжак, Бедржих Сметана, Йозеф Сук).